# Деменція з тільцями Леві
Деменція з тільцями Леві (ДТЛ) — це різновид деменції, яка з часом погіршується. Додаткові симптоми можуть включати в себе коливання в когнітивному статусі, зорові галюцинації, сповільненість рухів, труднощі при ходьбі й ригидність. Надмірний рух під час сну та зміни настрою, такі як депресія також є поширеними.
Причина невідома. Як правило, немає спадкового анамнезу захворювання серед пацієнтів.  В основному, патогенез включає в себе накопичення тілець Леві, згустків альфа-синуклеїнового білка в нейронах. Це класифікується як нейродегенеративне захворювання. Діагноз може бути запідозрений на основі симптомів, аналізів крові та медичної візуалізації для виключення інших можливих причин. Диференціальний діагноз включає хворобу Паркінсона та Альцгеймера.
В даний час немає жодного лікування. Терапія є підтримуючою й спрямована на полегшення деяких моторних та психологічних симптомів, пов'язаних з хворобою. Інгібітори ацетилхолінестерази, такі як донепезил, можуть давати деяке покращення. Деякі моторні проблеми можуть покращитися за допомогою леводопи. Призначення нейролептиків, навіть при галюцинаціях, як правило, слід уникати у зв'язку з побічними ефектами.
ДТЛ є третьою найбільш поширеною причиною деменції після хвороби Альцгеймера і судинної деменції. Як правило, починається після 50 років. Хворіє близько 0,1 % людей старше 65 років. Чоловіки вражаються частіше, ніж жінки. На останніх стадіях хвороби, люди можуть повністю залежати від інших у зв'язку з необхідним доглядом. Тривалість життя після встановлення діагнозу становить близько восьми років. Аномальні відкладення, що викликають захворювання, були виявлені в 1912 році Фредеріком Леві.

## Ознаки і симптоми
Наявними симптомами деменції з тільцями Леві часто є когнітивні розлади, хоча в кінцевому результаті деменція виникає у всіх людей з ДТЛ. На відміну від хвороби Альцгеймера (ХА), при якій втрата пам'яті — це перший симптом, для тих, у кого ДТЛ, першим симптомом є порушення уваги, виконання дій та візуально-просторової функції, в той час як зниження пам'яті виникає пізніше. Ці зміни проявляються як труднощі при водінні, так як пацієнти губляться і погано розраховують дистанції; при малюванні годинника у зв'язку з враженням функції виконання; і труднощами при відніманні (100-7-7-7…) як результат порушення уваги. Короткотривала пам'ять і орієнтація в часі і місці залишаються інтактними на ранніх стадіях хвороби.
Хоча конкретні симптоми у людини з ДТЛ можуть відрізнятися, основні функції включають в себе: коливання когніції при значному варіюванні уваги й пильності з дня на день і година в годину, рецидивуючі зорові галюцинації (спостерігаються у 75 % людей з ДТЛ), і руховими проявами хвороби Паркінсона. Навідні симптомами є  розлади поведінки при швидкому русі очей в REM фазі сну й зміни, виявлені при ПЕТ або ОФЕКТ скануванні  Розлади поведінки уві сні при REM-фазі сну часто є симптомом, який вперше впізнають доглядальниці. Він включає в себе яскраві сни, з наполегливими мареннями, цілеспрямованими або насильницькими рухами, і падіннями з ліжка. Бензодіазепіни, холінолітики, анестетики при хірургічних втручаннях, деякі антидепресанти, і безрецептурні засоби від застуди можуть стати причиною гострої сплутаності свідомості, марення й галюцинацій.
Тремор менш поширений при ДТЛ, ніж при хворобі Паркінсона. Ознаки паркінсонізму можуть включати човгання, знижене поколихування руки при ходьбі, порожній вираз обличчя (скупа міміка), скутість рухів, рухи по типу зубчатоподібного колеса, низький обсяг мовлення, гіперсалівація, і утруднене ковтання. Крім того, пацієнти з ДТЛ часто мають проблеми з ортостатичною гіпотензією, включаючи багаторазові падіння, непритомність, і короткочасної втрати свідомості. Порушення дихання під час сну, ознака мультисистемної атрофії, також може зустрічатися.
Однією з найбільш важливих і характерних клінічних особливостей захворювання є підвищена чутливість до нейролептиків та протиблювотних препарати, що впливають на дофамінергічні та холінергічні системи.Шаблон:Medical citation needed У найважчих випадках, пацієнт з цими препаратами може стати кататонічним, втратити когнітивні функції, або може розвинутись загрозлива для життя м'язова ригідність. Деякі часто використовувані ліки, які слід застосовувати з великою обережністю, або взагалі не використовувати для людей з ДТЛ, такі як аміназин, галоперидол, або тіоридазин.[джерело?]
Зорові галюцинації у людей з ДТЛ, як правило, стосуються бачення людей або тварин, яких немає на місці, і можуть відображати патологію тілець Леві або враження при хворобі Альцгеймера у скроневій частці. Марення можуть включати подвоєння простору, перенесення його та інші складні зміни в сприйнятті або невірне тлумачення.[джерело?] Ці галюцинації не обов'язково турбують, а в деяких випадках, людина з ДТЛ може розуміти галюцинації і вони навіть можуть її забавляти, чи бути свідомою, що вони не справжні. Люди з ДТЛ теж можуть мати проблеми із зором, у тому числі двоїння в очах, і неправильно розуміти того, що вони бачать, наприклад, прийнявши купу шкарпеток за змій або гардероб за ванну кімнату.

## Причини
Основна причина ДТЛ не так і не зрозуміла, але описаний генетичний зв'язок з PARK11 геном. Як і при хворобі Альцгеймера і хворобі Паркінсона, в більшість випадків ДТЛ з'являються спорадично і немає чіткого зв'язку ДТЛ зі спадковістю. Як і при хворобі Альцгеймера, так і при ДТЛ підвищується ризик при успадкуванні ε4 алелів Гені аполіпопротеїну Е (АПОЕ).
При ДТЛ, втрата холінергічних (ацетилхоліново-продукуючих) нейронів, як вважають, має значення в дегенерації когнітивних функцій (схоже на хворобу Альцгеймера), в той час коли загибель дофамінергічних (дофамін-продукують) нейронів, мабуть, призводить до дегенерації моторного контролю (як при хворобі Паркінсона) — таким чином, в деякому роді, ДТЛ нагадує обидві патології.

## Патофізіологія

Мікрофотографії ділянок чорної субстанції пацієнтів, що показують тільця Леві і неврити Леві в різних збільшеннях

Патологічно, ДТЛ характеризується розвитком аномальних колекцій (Альфа-синуклеїна) білка в цитоплазмі нейронів (відомий як тільце Леві). Ці внутрішньоклітинні скупчення білка мають подібні структурні особливості «класичного» тільця Леві, які видно субкортикально при хворобі Паркінсона. Крім того, у тих, хто хворіє на ДТЛ втрачаються допамін-продукуючі неврони (в чорній субстанції), подібно як при хворобі Паркінсона.
Втрата ацетилхолін-продукуючих клітин (в базальних ядрах Мейнерта і в інших місцях) подібна до тієї, яка спостерігається при хворобі Альцгеймера, також виникає в осіб з ДТЛ. Церебральна атрофія виникає також як дегенерація кори головного мозку. Серії розтинів виявили, що патологія ДТЛ часто поєднується з патологією хвороби Альцгеймера. Тобто, коли знаходять включення тілець Леві в корі, вони часто поєднуються з патологією хвороби Альцгеймера, що переважно знаходять в гіпокампі, включаючи сенільні бляшки (зберігання бета-амілоїдного білка), і грануло-вакуольозній дистрофії (зернисті відкладення і чиста зона навколо гіппокампальних нейронів). Нейрофібрилярні бляшки (аномально фосфорильований Тау-білок) менш поширений при ДТЛ, хоча він може з'являтися, так як і аномалії астроцитів.
В даний час, не ясно чи ДТЛ — це варіант хвороби Альцгеймера або окреме захворювання.. На відміну від хвороби Альцгеймера, мозок може виглядати абсолютно нормально, без видимих ознак атрофії.

## Діагноз
Симптоми Деменції з тільцями Леві перекриваються клінічно з симптомами при хворобі Альцгеймера та хворобі Паркінсона, але пов'язані найчастіше з останнім. Через це накладання, рання ДТЛ часто не діагностується. Перекриття нейропатологічних і наявних симптомів (когнітивних, емоційних і рухових) може призвести до труднощів при точному диференціальному діагнозі. Насправді, ДТЛ часто плутається на ранніх стадіях з хворобою Альцгеймера і/або судинною деменцією (мультиінфарктна деменція). Незважаючи на труднощі, своєчасна діагностика має велике значення через гіперчутливість до певних нейролептиків (антипсихотичних препаратів) і тому, що адекватне лікування симптомів може поліпшити життя людей з ДТЛ і людей, що за ними доглядають.
Деменція з тільцями Леві відрізняється від деменції, яка інколи виникає при хворобі Паркінсона періодом часу, протягом якого симптоми деменції з'являються відносно симптомів Паркінсона. Хвороба Паркінсона з деменцією (ХПД) діагностується, коли початок деменції виникає більш ніж через рік після появи симптомів хвороби Паркінсона. ДТЛ діагностується у випадках, коли когнітивні симптоми починаються в той же час або впродовж року до появи паркінсонічних симптомів.

## Ведення пацієнта
Невідома ніяка терапія деменції з тільцями Леві. Лікування може давати симптоматичну користь, але має тільки паліативний характер. Нинішні способи лікування, діляться на фармацевтичне і догляд.

### Ліки
Фармацевтичне лікування, як і при хворобі Паркінсона, передбачає знаходження балансу між лікуванням моторних, емоційних і когнітивних симптомів. Рухові симптоми реагують на ліки, які використовуються для лікування хвороби Паркінсона (наприклад, леводопа), в той час як когнітивні проблеми можуть поліпшити ліки для хвороби Альцгеймера, такі як донепезил. Ліки, які використовуються в лікуванні Синдрому порушення активності та уваги (наприклад, метилфенідат) можуть поліпшити когнітивні функції чи сонливості в денний час; однак, препарати для хвороби Паркінсона і СПАУ підвищують рівень хімічної речовини дофаміну в головному мозку, тож ліки цього класу збільшують ризик галюцинацій.
Лікування рухових і когнітивних складових хвороби можуть погіршити галюцинації і психоз, при лікуванні галюцинацій і психозу антипсихотичними препаратами, може погіршитися симптоматика паркінсонізму або СПАУ при ДТЛ, така як тремор або ригідність і відсутність концентрації або імпульсного контролю. Лікарі можуть застосовувати інгібітори холінестерази, що являє собою метод вибору для лікування когнітивних проблем і донепезил (Арісепт), ривастигмін (Екселон) і галантамін (Ренімил) можуть бути рекомендовані в якості засобу, щоб допомогти з цими проблемами і щоб уповільнити або запобігти зниження когнітивної функції.[джерело?] ДТЛ може бути більш чутливим до донепезила, ніж хвороба Альцгеймера. Мемантин також може бути ефективним. Левокарб може допомогти з руховими розладами, але в деяких випадках, як з агоністами дофаміну, моє тенденцію до загострення психозу у людей з ДТЛ. Клоназепам може допомогти при поведінковихрозладах швидких рухів очей; кухонна сіль або антигіпотензивні ліки можуть допомогти при непритомності і інших проблемах, пов'язаних з ортостатичною гіпотензією. Ботулотоксичні ін'єкції в привушні залози можуть допомогти при гіперсалівації.
Інші ліки, особливо стимулятори, такі як препарат при СПАУ метилфенідат (Ріталін) і модафініл, можуть поліпшити уважність в денний час, але з протипаркінсонічним препаратом Левокарб, антигіперкінетики, такий як Ріталін підвищують ризик психозу. Фахівці радять застосовувати з крайньою обережністю антипсихотичні препарати у людей з ДЬЛ, тому що вони дуже чутливі до цих ліків. У випаку, коли ці препарати повинні використовуватися, атипові нейролептики мають перевагу над типовими нейролептиками; на початку призначається дуже низька доза і підвищується поступово, і пацієнти повинні бути під ретельним наглядом щодо побічних дій препаратів.
Через підвищену чутливість до нейролептиків, запобігання прийому цих ліків у пацієнтів з ДТЛ має важливе значення. Люди з ДТЛ схильні до ризику нейролептичного злоякісного синдрому, небезпечного для життя захворювання, через їхню чутливість до цих ліків, особливо до нейролептиків старішого типу, таких як галоперидол. Інші ліки, включаючи ліки при нетриманні сечі і антигістамінні препарати дифенгідрамін(Бенадрил), також можуть погіршувати спантеличення.

### Догляд
Так як ДТЛ поступово зводить нанівець здібності людини піклуватися про власні потреби, догляд є дуже важливим, і повинен забезпечуватися уважно на всьому перебігу хвороби. Догляд за людьми з ДТЛ передбачає адаптацію в домашніх умовах, розклад дня, активність і комунікації, щоб врахувати зниження когнітивних навичок і симптоми паркінсонізму.
У людей з ДТЛ можуть чередуватися хороші дні, з високою пильністю і декількома когнітивними або руховими проблемами, і погані дні, таким чином, рівень догляду, який вони вимагають, може широко варіюватися і є непередбачуваним. Різкі зміни в поведінці може бути пов'язані зі щоденною мінливістю ДТЛ, але вони також можуть бути викликані змінами у розкладі дня або домашньої обстановки, або фізичними проблемами, такими як закреп, зневоднення, інфекції сечового міхура, травми від падінь, і іншими проблемами, які вони не можуть донести до вихователів. Потенційні фізичні проблеми завжди слід враховувати, коли людина з ДТЛ стає схвильованою.
Так як марення і галюцинації не обов'язково є  небезпечними чи турбуючими людину з ДТЛ, доглядачі не руйнують віру пацієнтів в покращення. Часто найкращим підходом є добродушне ігнорування, не визнання, але і не заохочення або погодження. Намагання поговорити з пацієнтом з ДТЛ про його марення може бути неприємним для доглядача і збентежити пацієнта, іноді провокуючи гнів або зневіру. Коли ілюзії, галюцинації, і зміни поведінки завдають клопоту, доглядачі повинні виявити і усунути тригери зовнішнього середовища, і, можливо, вдатися до «білої брехні», щоб обмежити пацієнтів від неприємностей. Лікарі можуть призначати низькі дози атипових антипсихотиків, таких як кветіапін, при психозі й агітації при ДТЛ. Невелике клінічне випробування показало, що у близько половини пацієнтів з ДТЛ, які отримували низькі дози кветіапіну, спостерігалося значне зменшення цих симптомів. На жаль, у кількох учасників дослідження довелося припинити лікування через побічні ефекти такі як надмірна денна сонливість або ортостатична гіпотонія.
Зміни в розкладі дня або навколишньому середовищі, марення, галюцинації й проблеми зі сном також можуть викликати зміни в поведінці. Це може допомогти людям з ДТЛ для заохочення до вправ, спростити візуальне середовище, дотримуватися рутини та уникати надмірних (чи надто дрібних) питань/прохань. Повільна мова і приклеювання основної інформації стікерами покращує спілкування. Зміни при візуального сприйнятті й галюцинації, на додаток до ризику різких і значних когнітивних коливань і моторні порушення, повинні насторожити сім'ю щодо небезпеки водіння при ДТЛ.

## Епідеміологія
В даний час приблизно 60-75 % випадків діагностованої деменції відноситься до хвороби Альцгеймера і змішаного (хвороба Альцгеймера та судинна деменція) типу, від 10 до 15 % — це тип з тільцями Леві, з рештою типів деменції, у тому числі фронтотемпоральна дегенерація (хвороба Піка), алкогольна деменція, ізольована судинна деменція та інші. Є тенденія до нерозпізнавання Деменції з тільцями Леві. Деменція з тільцями Леві дещо більш поширена у чоловіків, ніж у жінок. ДТЛ збільшує поширеність з віком, середній вік розвитку 75 років.
Деменція з тільцями Леві вражає близько одного мільйона людей у Сполучених Штатах.[джерело?]

## Історія
Фредерік Леві (1885—1950) був першим, хто виявив аномальні білкові відкладення («включення тілець Леві») на початку 1900-х років. Деменція з тільцями Леві була вперше описана японським психіатром і невропатологом Кендзі Косака в 1976 році. ДТЛ почала діагностуватися в середині 1990-х років після виявлення при забарвленні альфа-синуклеїна тілець Леві в корі головного мозку після розтину пацієнтів з деменцією.
ДТЛ була коротко згадана в МКХ-4 (опубліковано в 2000 році) під «деменція у зв'язку з іншими загальними захворюваннями». В МКХ-5 як «Великий або помірний нейрокогнітивний розлад з тільцями Леві.»

## Відомі випадки
- Отіс Чандлер, видавець «Лос Анджелес Таймс» з 1960 по 1980 рік, помер від хвороби 27 лютого, 2006.[28]
- Художник Дональд Фізерстоун — творець пластмасових рожевих фламінго, помер від хвороби в 2015 році.[29]
- Актриса Естель Гетті, відома за своєю роллю в телевізійному серіалі Золоті дівчатка, захворіла на ДТЛ в свої пізні роки[30]
- Диск-жокей американського радіо і телебачення і ведучий Кейсі Касем помер від хвороби 15 червня 2014. Раніше його ставили діагноз хвороба Паркінсона.
- Канадський співак П'єр Лалонд помер від хвороби Паркінсона  21 червня 2016. Виявлено, що Лалонд хворів на ДТЛ.
- Світська левиця, спадкоємиця і актриса Діна Меррілл померла від ДТЛ 22 травня 2017.
- Канадському хокеїсту Стен Микита було поставлено цей діагноз в січні 2015 року.
- [31]
- Британському письменнику Мервіна Піку був поставлений діагноз ДТЛ перед смертю (у 1968 році) у 2003 році дослідження, опубліковане в журналі Jama Neurology.
- Джеррі Слоун, колишній американський професійний баскетболіст і тренер[32]
- Американський актор і комік Робін Вільямс скоїв самогубство 11 серпня 2014 року. При розтині, у нього виявили дифузну ДТЛ. Вільямсу був виставлений діагноз хвороба Паркінсона до його смерті; він також мав депресію, тривожність, зростаючу параною (всі симптоми ДТЛ).[33][34][35][36][37]